# 마오의 라스트 댄서 (영화)
《마오의 라스트 댄서》는 2009년 개봉한 오스트레일리아 전기 드라마 영화이다. 발레 무용수 리춘신의 실화를 영화로 재구성했다.
2009년 9월 13일 제34회 토론토 국제 영화제에서 전 세계 최초로 상영되었으며, 2009년 10월 1일 오스트레일리아와 뉴질랜드에서 개봉하였다.

## 줄거리
마오쩌둥의 문화대혁명 시절 11살 리춘신은 정부에 발탁돼 장칭의 예술학원에 들어간다. 리춘신은 장칭이 정치적인 이유로 금지한 러시아 정통 발레를 가르치는 찬 선생의 사사를 받는다.
중국을 방문한 휴스턴 발레단 감독 벤 스티븐슨은 리춘신의 재능에 감명 받아 3개월 짜리 교환학생을 제안한다. 중국공산당의 세뇌와 전혀 다른 미국을 경험한 리춘신은 체류를 연장하기 위해 국제 결혼까지 감행한다. 중국 영사관은 리춘신을 구금하지만 리춘신은 본국 송환을 끝내 거부한다.
중국 정부는 리춘신의 국적을 취소하고 중국 입국을 금지한다. 그러나 후에 부모님을 미국으로 초청할 수 있게 해 부모님이 리춘신의 봄의 제전 공연을 지켜본다.
리춘신에게 결국 중국 방문 허가가 떨어지고, 고향을 찾은 리춘신은 찬 선생 앞에서 공연을 한다. 1995년 리춘신은 중국에서 휴스턴 발레단과 역사적인 공연을 하고 이 방송을 5억 명이 시청한다.

## 출연
- 차오츠 - 리춘신 역
  - 궈청우 - 10대 시절의 리춘신 역
- 조앤 첸 - 냥 역
- 왕솽바오 - 댜 역
- 브루스 그린우드 - 벤 스티븐슨, 변호사 역
- 카일 매클라클런 - 찰스 포스터 역
- 페니 핵포스존스 - 신시아 돕스 역
- 어맨다 슐 - 엘리자베스 매키, 발레 무용수 역
- 잭 톰프슨 - 판사 우드로 실스 역
- 에이든 영 - 딜워스 역
- 크리스토퍼 커비 - 메이슨 역

## 시청 등급
- 대한민국: 전체 관람가